# Alata (Francia)
Alata (in corso Alata) è un comune francese di 3 059 abitanti situato nel dipartimento della Corsica del Sud nella regione della Corsica.

## Geografia fisica
I limiti geografici del comune sono compresi tra il monte Gozzi, il golfo di Lava, Punta Pozzo di Borgo, Aiaccio, Villanova, Appietto ed Afa.
Da segnalare i suoi 3 250 ettari di grandi maquis e di foreste di querce verdi.

## Società

### Evoluzione demografica
Abitanti censiti

## Economia
Ad Alata sono presenti allevatori di pecore e capre che producono specialità corse (brocciu, figatelli, ecc.); Inoltre negli ultimi anni si sta sviluppando un settore turistico grazie alla vicinanza ad Aiaccio.

## Luoghi turistici

### Castello della Punta
Situato a 600 m d'altezza, offre una vista su Aiaccio, che va fino all'entrata del golfo di Porto, sulle montagne vicine e sul monte Cinto, la più alta montagna della Corsica (2706 m).
Il Castello della Punta è la ricostituzione di uno dei padiglioni del Palazzo delle Tuileries a Parigi che bruciò in 1871 e fu demolito nel 1882.
Jérôme Pozzo di Borgo, grande nemico di Napoleone acquistò grande parte delle pietre per costruire un castello in un territorio dei Pozzo di Borgo situato sulle colline di Aiaccio per mostrare la sua supremazia.
La ricostruzione del castello ebbe luogo dal 1886 al 1894, ma il castello bruciò il 7 agosto 1978 un incendio della vegetazione del maquis si propagò al tetto che portò ad ulteriore deterioramento della struttura. Nel 1991 il consiglio generale della Corsica del Sud ha deciso l'acquisizione del Castello della Punta e del suo terreno di 40 ettari dalla famiglia Pozzo di Borgo.
La riparazione del tetto fu realizzata nel 1996, che mette così il castello al riparo da ulteriori deterioramenti dovuti alla
pioggia.

### Golfo di Lava
Golfo magnifico con un villaggio di vacanze situata sul comune di Alata dove nel 1985 furono scoperte tre monete d'oro romane.